# Arad Challenger 2010
L'Arad Challenger 2010 è un torneo professionistico di tennis maschile giocato sulla terra rossa, che faceva parte dell'ATP Challenger Tour 2010. Si è giocato ad Arad in Romania dal 28 giugno al 4 luglio 2010.

## Partecipanti

### Teste di serie
| Nazionalità | Giocatore            | Ranking* | Testa di serie |
| ----------- | -------------------- | -------- | -------------- |
| Francia     | David Guez           | 136      | 1              |
| Spagna      | Albert Ramos Viñolas | 140      | 2              |
| Austria     | Martin Fischer       | 164      | 3              |
| Romania     | Victor Crivoi        | 168      | 4              |
| Serbia      | Filip Krajinović     | 170      | 5              |
| Croazia     | Antonio Veić         | 177      | 6              |
| Francia     | Guillaume Rufin      | 184      | 7              |
| Rep. Ceca   | Dušan Lojda          | 195      | 8              |

* Ranking al 21 giugno 2010.

### Altri partecipanti
Giocatori che hanno ricevuto una wild card:
- Marius Copil
- Cătălin Gârd
- Vasile-Alexandru Ghilea
- Petru-Alexandru Luncanu

Giocatori alternative:
- Daniel King-Turner

Giocatori passati dalle qualificazioni:
- Dennis Blömke
- Boris Pašanski
- Marek Semjan
- Franco Skugor

## Campioni

### Singolare
David Guez ha battuto in finale  Benoît Paire, 6–3, 6–1

### Doppio
Daniel Muñoz de la Nava /  Sergio Pérez-Pérez hanno battuto in finale  Franco Skugor /  Ivan Zovko, 6–4, 6–1